# La Neuville-sur-Ressons

La Neuville-sur-Ressons este o comună în departamentul Oise, Franța. În 1 ianuarie 2022 avea o populație de 203 de locuitori.